# Художественная студия Юлия Мадерниека
Художественная студия Юлия Мадерниека (латыш. Jūlija Madernieka Zīmēšanas un gleznošanas darbnīca) — частная художественная студия живописца, художника-проектировщика, графика, основателя и популяризатора латвийского профессионального прикладного искусства Юлия Мадерниека, работавшая в Риге с 1904 по 1914 год.

## История
Студия была создана в 1904 году художником Юлием Мадерниеком, после нескольких лет его работы учителем композиции и рисования в различных рижских учебных заведениях.
Студенты студии занимались рисунком, живописью и декоративно-прикладным искусством под наблюдением мастера, который предложил новую для своего времени организацию и методику преподавания рисования с приоритетом в обучении распределения предметов и фигур в пространстве, установлению соотношения объёмов, света и тени, их цветовому решению.
После начала Первой мировой войны студия прекратила работу и более не возобновляла свою деятельность.
В разные годы в студии занимались ставшие впоследствии известными латышские художники — Янис Домбровскис, Ансис Цирулис, Альберт Филка, Хуго Гротусс, Роман Сута, Лудольф Либертс, Янис Лиепиньш, Атис Майзитис, Никлавс Струнке, Карлис Миесниекс, Аугуст Пранде, Янис Сакне.